# Estroncianita
L'estroncianita (en anglès strontianita) és un mineral de la classe dels carbonats. Va ser descoberta l'any 1791 per Friedrich Gabriel Sulzer, i rep el seu nom de la localitat de Strontian (Escòcia). És l'anàleg d'estronci de la witherita. Pertany al grup de l'aragonita de minerals.

## Característiques
L'estroncianita, o carbonat d'estronci, és un mineral normalment de color blanc, verdós o groguenc. Cristal·litza en el sistema ortoròmbic i generalment es presenta en formes fibroses massiva, però de vegades apareix formant cristalls prismàtics curts o llargs. La seva duresa és de 3,5 a l'escala de Mohs. És soluble en àcids diluïts, presentant efervescència.
L'estroncianita és gairebé sempre fluorescent, i emet fluorescència de color blanc groguenc brillant sota l'ona curta, ona mitjana i la radiació d'ona llarga ultraviolada. La majoria de les estroncianites tenen forta fosforescència de color blanc groguenc després de l'exposició a les tres longituds d'ona. De vegades és també termoluminescent.
Segons la classificació de Nickel-Strunz, l'estroncianita pertany a «05.AB: Carbonats sense anions addicionals, sense H₂O, alcalinoterris (i altres M2+)» juntament amb els següents minerals: calcita, gaspeita, magnesita, otavita, rodocrosita, siderita, smithsonita, esferocobaltita, ankerita, dolomita, kutnohorita, minrecordita, aragonita, cerussita, witherita, vaterita, huntita, norsethita, alstonita, olekminskita, paralstonita, baritocalcita, carbocernaita, benstonita i juangodoyita.
Es tracta d'una important matèria primera per a l'extracció de l'estronci. És l'anàleg d'estronci de la witherita.

## Formació i jaciments
Es troba en filons hidrotermals de baixa temperatura i en sediments calcaris i argilosos, i com a mineral de ganga als filons de sulfurs. Es troba juntament amb barita, calcita, celestina, harmotoma i sofre. Als territoris de parla catalana ha estat descrita a la pedrera de Cal Marçà (Castellfollit de Riubregós, Anoia) i a la mina La Oriolana (Busot, Alacantí).

## Varietats
L'emmonita és l'única varietat s'estroncianita coneguda. Es tracta d'una varietat càlcica gens estranya, ja que és habitual que l'estroncianita presenti un contingut menor de calci. La seva fórmula és (Sr,Ca)CO₃, i és originària del mont Großkogel, Tirol, Àustria.